# جامعة الدولة الأوكرانية للتمويل والتجارة الدولية
جامعة الدولة الأوكرانية للتمويل والتجارة الدولية (الإنجليزية: Ukrainian State University of Finance and International Trade تختصر USUFIT) (بالأوكرانية: Український державний університет фінансів та міжнародної торгівлі)‏ هي جامعة أوكرانية في مدينة كييف العاصمة الأوكرانية.

## التاريخ
تم إنشاء الجامعة في 14 مارس 2007 وفقًا لأمر مجلس وزراء أوكرانيا رقم 98، بتوحيد الأكاديمية الأوكرانية للتجارة الخارجية (كييف)، وجامعة الدولة الأوكرانية للاقتصاد والمالية (كييف). وفقا لقرار مجلس وزراء أوكرانيا بتاريخ 25 نوفمبر 2015 №1223-р، «حول إعادة تنظيم جامعة الدولة الأوكرانية للمال والتجارة الدولية» وأمر وزارة التعليم والعلوم في أوكرانيا بتاريخ 17 ديسمبر 2015 № 1309 "بشأن إعادة تنظيم جامعة الدولة الأوكرانية للمالية والدولية التجارة " تصبح جامعة الدولة الأوكرانية للتمويل والتجارة الدولية تابعة لجامعة كييف الوطنية للتجارة والاقتصاد مع تشكيل الوحدة الهيكلية للجامعة في قاعدتها.

## الحرم الجامعي والمباني
- المبنى الإداري - شارع Chygorin 57
- مبنى التعليمي - شارع Chygorin 57-أ
- مبنى التعليمي - شارع Raievskiy 36
- كلية المالية والاقتصاد - شارع Glushkov 42 B

## المعاهد والكليات
- كلية المالية والاقتصاد
- كلية القانون والعلاقات الدولية
- كلية الاقتصاد والإدارة الدولية

## الشركاء الدوليون
- كلية الأعمال ICN (فرنسا)
- جامعة فروتسواف للاقتصاد (بولندا)؛
- مدرسة الأعمال الدولية Solbridge بجامعة Woosong (كوريا)؛
- جامعة موغيليف أ. كوليشوف (بيلاروس)؛
- جامعة ألتاي (روسيا)؛
- جامعة Magnitogorsk التقنية الحكومية (روسيا)؛
- جامعة إنديانابوليس، حرم أثينا (اليونان).